# مشک‌عنبر (ورزقان)
مشک‌عنبر یکی از روستاهای استان آذربایجان شرقی است که در دهستان سینا بخش مرکزی شهرستان ورزقان واقع شده‌است.